# Mistrovství Evropy v plaveckých sportech 1934
Mistrovství Evropy v plaveckých sportech za rok 1934 proběhlo v Magdeburgu, Německo ve dnech 12. až 19. srpna 1934.
Soutěže
- Plavání
- Skoky do vody
- Vodní pólo